# Pokutyne
Pokutyne (ukr. Покутине) – wieś na Ukrainie, w obwodzie winnickim, w rejonie szarogrodzkim; nad Murafą.